# Bisbee (Dakota del Norte)
Bisbee es una ciudad ubicada en el condado de Towner en el estado estadounidense de Dakota del Norte. En el censo de 2010 tenía una población de 126 habitantes y una densidad poblacional de 185,68 personas por km².

## Geografía
Bisbee se encuentra ubicada en las coordenadas 48°37′35″N 99°22′44″O / 48.62639, -99.37889. Según la Oficina del Censo de los Estados Unidos, Bisbee tiene una superficie total de 0.68 km², todos ellos correspondientes a tierra firme.

## Demografía
Según el censo de 2010, había 126 personas residiendo en Bisbee. La densidad de población era de 185,68 hab./km². De los 126 habitantes, Bisbee estaba compuesto por un 96.03% de blancos y un 3.97% de amerindios.